# 黑石站 (青森縣)
黑石站（日语：／ Kuroishi eki */?）是位於青森縣黑石市綠町1，數於弘南鐵道的弘南線車站。本站為弘南線的終點站，附近曾設有國鐵黑石線的黑石站。在此條目中將會同時記載國鐵的黑石站。

## 背景
此站首先開通的路線是黑石線，當時由國鐵營運，並名為黑石站。位置在現時站前廣場的公園。後來弘南鐵道弘南線伸延至此，名為「弘南黑石站」。由於弘南線能直接通往弘前站，比黑石線只接駁至川部站更為方便，縱然黑石線的線路大部份皆為直線路段，行車時間亦較短，但仍令黑石線的客量大減。1980年，黑石線被列為第一批需要取消的「赤字83線」路線，後來經黑石市、田舍館村及弘南鐵道協調，由弘南鐵道提出接管黑石線並獲得接納，1984年11月1日，黑石線正式被弘南鐵道接管，列車改由弘南黑石站始發，經新設的轉轍器轉回至國鐵黑石線的路軌至川部站，此舉亦令原來的國鐵黑石站廢站。而當黑石線轉至弘南鐵道後，弘南黑石站亦改回為黑石站。
本站鄰接的2000平方米土地皆由弘南鐵道擁有，該土地設有Coop青森黑石店（舊弘南生協黑石店）。該商店因虧損和老化已於2020年6月結業，並於同年12月中旬前拆毀。

## 車站構造
本站的站房為以水泥建成的兩層高站房，當中南北兩端均有出口。站務室位於中央部份，西端為驗票口，東端為自由連絡通道及候車室。2樓不對外開放，1樓的公眾開放部份亦沒有任何途徑能夠到達二樓。
此站是職員配置車站，站內設有售票櫃臺和1台自動售票機。站房旁曾坐落著購物商店Coop黑石店及一座民房，但2022年時已被拆去，現時暫用作露天停車場，以及位於街角的一座民房仍然保留着。截至2014年，供黑石線車輛使用的加油站被撤走，變成為單車停泊處。現時黑石線月台可自由進出。另。
過去存在的國鐵黑石站位於現時車站北邊數十米處，並鄰接此站。該站設有1面1線月台，月台鄰接站房，並設有機走線和貨物月台。在黑石線廢止後把車站設施拆毀，建過土地整理項目後變成殯儀館，現時則變成住宅區。

### 月台
站內共設有2個港灣式設計的島式月台。現時使用中的為1號與2號島式月台長度超過100米，有效長度達5輛。1號月台旁則另有2條側線供列車停泊之用。靠近巴士廣場一端的另一個島式月台為原來黑石線的月台，長度約為70米，有效長度為3輛。當中僅4號月台仍有使用，3號月台視作為留置線。現時經過人手閘口後，轉右仍可到達相關月台，不過並不會有任何列車在此停靠。當黑石線廢線後，已不用行駛的黑石線列車有很常一段時間仍停泊在4號月台上。
| 月台 | 路線     | 方向     |
| ---- | -------- | -------- |
| 1、2 | ■弘南線  | 弘前方向 |
| 3、4 | 停止使用 | 停止使用 |

## 歷史
- 1912年8月15日：國有鐵道黑石輕便線（後來改名為黑石線）黑石站啟用[2]。
- 1950年7月1日：弘南鐵道的弘南黑石站啟用。
- 1984年11月1日：日本國有鐵道黑石線由弘南鐵道接管。弘南黑石站建設聯絡線，同時國鐵黑石站廢止，併入至弘南黑石站。同日，此站（弘南黑石站）成為業務委託車站，設置了自動售票機。
- 1986年4月1日：新車站大樓建成。車站名稱由弘南黑石站改名為黑石站。
- 1998年4月1日：黑石線廢止。
- 2023年4月12日：增設車站編號[3]。

## 使用狀況
| 1日上落車人次 | 1日上落車人次 |
| 年度          | 1日平均人次   |
| ------------- | ------------- |
| 2011年        | 1,775         |
| 2012年        | 1,761         |
| 2013年        | 1,794         |
| 2014年        | 1,692         |
| 2015年        | 1,659         |
| 2016年        | 1,612         |
| 2017年        | 1,594         |
| 2018年        | 786           |
| 2019年        | 761           |
| 2020年        | 1,272         |
| 2021年        | 1,289         |
| 2022年        | 624           |

### 構造
- 在建築物左邊（靠近路軌一方）設有舊・弘南觀光黑石營業所，右邊設有黑石站前詢問處。另外，隨著弘南觀光黑石營業所在弘南巴士舊總部一帶的土地整理項目完成後，於2008年7月1日合併至弘南觀光總部而結業。
- 在詢問處內設有售票櫃臺、候車室、自動販賣機和廁所。
- 在巴士進站和出發之際會設有廣播。
- 在乘車月台方面，設有1、2號月台。也設有黑石站前落客站專用的月台。所有巴士路線沒有指定哪一個月台乘車，只會按照巴士到達的先後次序停靠。
- 站前迴旋路中部分位置劃作巴士等待區。

## 其他
- 在1983年上映的電影「刑事物語2：片山刑警在果園（日语：刑事物語#刑事物語2 りんごの詩）」中，出現了國鐵黑石站。

## 相鄰車站
弘南鐵道
弘南線
境松（KK12）－黑石（KK13）

### 曾經存在的路線
弘南鐵道
黑石線
前田屋敷－黑石

## 外部連結
- 黑石站 （页面存档备份，存于）（日語） （各站資訊） - 弘南鐵道
- 弘南鐵道株式會社 （页面存档备份，存于）（日語）
- 弘南巴士株式會社 （页面存档备份，存于）（日語）